# Trbušće
Trbušće är ett samhälle i Bosnien och Hercegovina.   Det ligger i entiteten Republika Srpska, i den sydöstra delen av landet, 50 km sydost om huvudstaden Sarajevo. Trbušće ligger 681 meter över havet och antalet invånare är 231.
Terrängen runt Trbušće är kuperad åt nordväst, men åt sydost är den bergig. Närmaste större samhälle är Foča, 6,1 km nordost om Trbušće. 
I omgivningarna runt Trbušće växer i huvudsak lövfällande lövskog. Runt Trbušće är det ganska tätbefolkat, med 67 invånare per kvadratkilometer.